# Frösåkers landskommun
Frösåkers landskommun var en tidigare kommun i Stockholms län.

## Administrativ historik
Kommunen bildades som "storkommun" i samband med kommunreformen 1952 genom sammanläggning av de tidigare kommunerna Börstil (2 601 invånare enligt folkräkningen den 31 december 1950), Forsmark (504 invånare), Harg (1 551 invånare), Hökhuvud (811 invånare) och Valö (1 124 invånare), och den nya kommunen hade därmed 6 591 invånare den 31 december 1950. Namnet togs från Frösåkers härad i vilket de tidigare kommunerna ingick.
Denna kommun upplöstes redan efter fem år 1 januari 1957, då dess område gick upp i dåvarande Östhammars stad. Befolkningen i kommunens område var då 6 032 invånare (den 31 december 1956). Staden ombildades vid kommunreformen 1971 till Östhammars kommun och överfördes till Uppsala län.
Kommunkoden 1952-1956 var 0201.

### Judiciell tillhörighet
I judiciellt hänseende tillhörde landskommunen Norra Roslags domsaga och Norra Roslags domsagas tingslag.

### Kyrklig tillhörighet
I kyrkligt hänseende tillhörde landskommunen församlingarna Börstil, Forsmark, Harg, Hökhuvud och Valö.

## Befolkningsutveckling
| Befolkningsutvecklingen i Frösåkers landskommun 1950–1956 | Befolkningsutvecklingen i Frösåkers landskommun 1950–1956 | Befolkningsutvecklingen i Frösåkers landskommun 1950–1956 | Befolkningsutvecklingen i Frösåkers landskommun 1950–1956 | Befolkningsutvecklingen i Frösåkers landskommun 1950–1956 |
| --- | --------------------------------------------------------- | --------------------------------------------------------- | --------------------------------------------------------- | --------------------------------------------------------- |
| |                                                           |                                                           |                                                           |                                                           |
| År |                                                           |                                                           | Folkmängd                                                 |                                                           |
| 1950 | 1950                                                      |                                                           | 6 591                                                     |                                                           |
| 1951 | 1951                                                      |                                                           | 6 497                                                     |                                                           |
| 1952 | 1952                                                      |                                                           | 6 393                                                     |                                                           |
| 1953 | 1953                                                      |                                                           | 6 339                                                     |                                                           |
| 1954 | 1954                                                      |                                                           | 6 252                                                     |                                                           |
| 1955 | 1955                                                      |                                                           | 6 175                                                     |                                                           |
| 1956 | 1956                                                      |                                                           | 6 032                                                     |                                                           |
| Anm: 1950 avser befolkning enligt folkräkning den 31 december enligt den administrativa indelningen den 1 januari 1952. 1951-1955 avser den kyrkobokförda befolkningen den 31 december enligt den administrativa indelningen den 1 januari följande år. 1956 avser den kyrkobokförda befolkningen den 31 december i det område som kommunen omfattade när den upplöstes 1 januari 1957. |                                                           |                                                           |                                                           |                                                           |

## Geografi
Frösåkers landskommun omfattade den 1 januari 1952 en areal av 775,45 km², varav 751,69 km² land. Efter nymätningar och arealberäkningar färdiga den 1 januari 1955 omfattade landskommunen vid dess upplösning den 1 januari 1957 en areal av 784,64 km², varav 767,16 km² land.

## Politik

### Mandatfördelning i valen 1950-1954
| 16 |  | 15 | 5 | 3 |

| 40 |

| 17 | 14 | 5 | 4 |

| 37 |